# Jacqueline Jehanneuf
Jacqueline Jehanneuf est une actrice française, née le 26 mars 1925 à Bagneux et morte le 30 juillet 2018 à Paris.

## Biographie

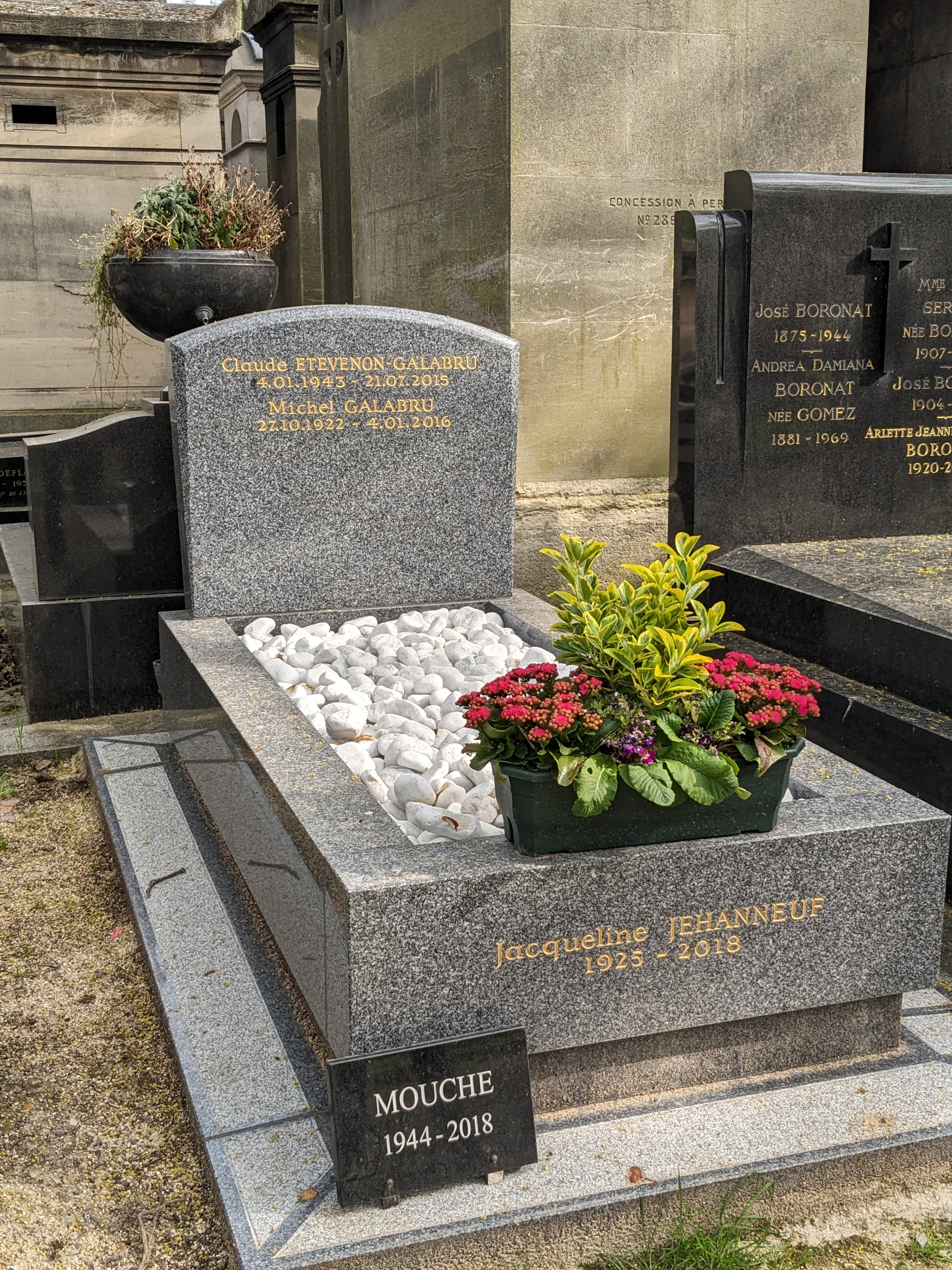
Tombe de Jacqueline Jehanneuf et Michel Galabru au cimetière de Montmartre (division 32).

Elle est inhumée au cimetière de Montmartre (division 32), aux côtés de ses amis Michel et Claude Etevenon-Galabru.

## Filmographie

### Cinéma

#### Longs métrages
- 1951 : Procès au Vatican d'André Haguet
- 1953 : L'Amour d'une femme de Jean Grémillon : la nouvelle institutrice
- 1954 : Les Fruits de l'été de Raymond Bernard
- 1955 : Chantage de Guy Lefranc
- 1958 : Croquemitoufle ou Les Femmes des autres de Claude Barma : Florence, la secrétaire du diplomate
- 1964 : Comment épouser un premier ministre de Michel Boisrond : la secrétaire
- 1964 : La Bonne Occase de Michel Drach
- 1964 : Les Combinards de Jean-Claude Roy
- 1973 : Les Vacanciers de Michel Gérard : Stéphanie Frankensteinmuhl
- 1974 : Salut les frangines de Michel Gérard
- 1976 : Un mari, c'est un mari de Serge Friedman
- 1979 : La Gueule de l'autre de Pierre Tchernia : Emma Sardieu
- 1995 : Chacun cherche son chat de Cédric Klapisch : Madame Henriette
- 1999 : Pas de scandale de Benoît Jacquot : Alice
- 2000 : Le Secret de Virginie Wagon
- 2002 : Adolphe de Benoît Jacquot : Tante Choupie
- 2002 : Mon idole de Guillaume Canet : Maryvonne
- 2002 : Mes enfants ne sont pas comme les autres de Denis Dercourt
- 2005 : La Maison du bonheur de Dany Boon
- 2005 : L'Homme de sa vie de Zabou Breitman : Jacqueline
- 2007 : 72/50 d'Armel de Lorme et Gauthier Fages de Bouteiller
- 2012 : L'Oncle Charles d'Étienne Chatiliez : Sœur Marie-Josèphe
- 2014 : Samba d'Éric Toledano et Olivier Nakache : Maggy

#### Courts métrages
- 1956 : Bonjour, Monsieur La Bruyère de Jacques Doniol-Valcroze
- 1995 : Pauvre Louis de Marc Giamperi

### Télévision
- 1950 : Le Malade imaginaire de Bernard Hecht, adaptation de la pièce de Molière
- 1953 : Danse sans musique de Claude Barma
- 1958 : Les Cinq Dernières Minutes, épisode Réactions en chaîne de Claude Loursais : Madame Guénot
- 1958 : En votre âme et conscience :  Les Traditions du moment ou l'Affaire Fualdès de Claude Barma
- 1960 : En votre âme et conscience, épisode : Mort d'un notaire ou le Crime de Madame Achet de  Michel Mitrani
- 1960 Si le ciel s'en mêle de Jean-Christophe Averty
- 1962 : Les Cinq Dernières Minutes, épisode Un mort à la une de Pierre Nivollet : Denise Fontanes
- 1962 : Mesdemoiselles Armande de René Lucot (téléfilm) : Armande
- 1962 : Beaumarchais ou 60000 fusils de Marcel Bluwal : Madeleine
- 1966 : Les Cinq Dernières Minutes, épisode Histoire pas naturelle de Guy Lessertisseur : Irène, l'antiquaire
- 1971 : La Possédée d'Éric Le Hung : la notairesse royale
- 1974 : Soirée Courteline de Jeannette Hubert (téléfilm, segment Les Gros Chagrins) : Gabrielle
- 1975 : L'Arc de triomphe de Jacques Samyn : Anne-Marie
- 1975 : Marie-Antoinette de Guy Lefranc : Madame Adélaïde
- 1976 : Voyez-vous ce que je vois ? d'Agnès Delarive : Adrienne Turlotte
- 1976 : Gustalin de Guy Jorré : Sarah
- 1979 : Histoire de Voyous, Le concierge revient de suite de Michel Wyn : Mademoiselle Norbert
- 1980 : La Vie des autres, épisode Demain je me marie de René Clermont : Frau Adler
- 1980 : La Grande Chasse de Jean Sagols : dame Berthe
- 1981 : La Guerre des chaussettes de Maurice Cloche : mademoiselle Desmargelles
- 1982 : La Nuit du général Boulanger d'Hervé Bromberger : madame de la Tremoille
- 1983 : Un manteau de chinchilla de Claude Othnin-Girard : la mère de Nicole
- 1986 : Samedi, dimanche, lundi d'Yves-André Hubert : tante Momo
- 1987 : Maguy (saison 3) : "Chambre accouchée" (Sabine)
- 1989 : La Grande Cabriole de Nina Companeez : madame de Nocé
- 1995 : La Vie de Marianne de Benoît Jacquot
- 1996 : Sur un air de mambo de Jean-Louis Bertuccelli (téléfilm)
- 1996 : Petit de Patrick Volson : tante Alice
- 1996 : La Famille Sapajou d'Élisabeth Rappeneau : la générale Yvonne La Landelle
- 1996 : Maigret, épisode Maigret et l'enfant de chœur de Pierre Granier-Deferre : Marthe
- 1997 : Mauvaises affaires de Jean-Louis Bertuccelli : Martine
- 1997 : Maître Da Costa, épisode Les Témoins de l'oubli de Nicolas Ribowski
- 1998 : La Famille Sapajou : Le Retour d'Élisabeth Rappeneau : la générale Yvonne La Landelle
- 1999 : Maître Da Costa, épisode Les Violons de la calomnie de Jean-Louis Bertuccelli
- 1999 : Sapajou contre Sapajou d'Élisabeth Rappeneau : la générale Yvonne La Landelle
- 2011 : Divorce et Fiançailles d'Olivier Péray : la mère de Sido

### Au théâtre ce soir
- 1967 : José de Michel Duran, mise en scène Christian-Gérard, réalisation Pierre Sabbagh, Théâtre Marigny
- 1969 : Un amour qui ne finit pas d'André Roussin, mise en scène de l'auteur, réalisation Pierre Sabbagh, Théâtre Marigny
- 1970 : L'amour vient en jouant de Jean Bernard-Luc, mise en scène Michel Roux, réalisation Pierre Sabbagh, Théâtre Marigny
- 1971 : Caroline de Somerset Maugham, mise en scène Grégoire Aslan, réalisation Pierre Sabbagh, Théâtre Marigny
- 1978 : Miam-miam ou le Dîner d'affaires de Jacques Deval, mise en scène Jean Le Poulain, réalisation Pierre Sabbagh, Théâtre Marigny
- 1978 : Les Pavés du ciel d'Albert Husson, mise en scène Claude Nicot, réalisation Pierre Sabbagh, Théâtre Marigny
- 1981 : Mademoiselle de Jacques Deval, mise en scène Jean Meyer, réalisation Pierre Sabbagh, Théâtre Marigny
- 1982 : La Maison de l'Estuaire de Marcel Dubois, mise en scène Jacques Ardouin, réalisation Pierre Sabbagh, Théâtre Marigny
- 1984 : Le soleil n'est plus aussi chaud qu'avant d'Aldo Nicolaj, mise en scène Robert Manuel, réalisation Pierre Sabbagh, Théâtre Marigny

## Théâtre
- 1949 : Les Bonnes Cartes de Marcel Thiébaut, mise en scène Pierre Bertin, théâtre Gramont
- 1951 : Cucendron ou la pure Agathe de Robert Favart, mise en scène Christian-Gérard, théâtre Saint-Georges
- 1952 : Zoé de Jean Marsan, mise en scène Christian-Gérard, Comédie-Wagram, théâtre des Célestins
- 1954 : Le Coin tranquille de Michel André, mise en scène Christian-Gérard, théâtre Michel
- 1955 : José de Michel Duran, mise en scène Christian-Gérard, Théâtre des Nouveautés
- 1959 : La Copie de Madame Aupic d'après Gian Carlo Menotti, adaptation Albert Husson, mise en scène Daniel Ceccaldi, Théâtre Fontaine, Théâtre des Célestins
- 1960 : Piège pour un homme seul de Robert Thomas, mise en scène Jacques Charon, Théâtre des Bouffes-Parisiens
- 1961 : Niki-Nikou de Jacques Bernard, mise en scène Christian-Gérard, Théâtre de la Potinière
- 1964 : Caroline de Somerset Maugham, mise en scène Michel Vitold, Théâtre Montparnasse
- 1968 : Un amour qui n'en finit pas de et mise en scène André Roussin, Théâtre Antoine
- 1969 : La Paille humide d'Albert Husson, mise en scène Michel Roux, Théâtre de la Michodière
- 1970 : Les Poissons rouges de Jean Anouilh, mise en scène Jean Anouilh & Roland Piétri, Théâtre de l'Œuvre
- 1972 : La Claque de et mise en scène André Roussin, Théâtre de la Michodière
- 1973 : L'Arc de triomphe de Marcel Mithois, mise en scène Jacques Charon, Théâtre Saint-Georges
- 1975 : Gog et Magog de Roger MacDougall et Ted Allan, mise en scène François Périer, Théâtre de la Michodière
- 1976 : Voyez-vous ce que je vois ? de Ray Cooney et John Chapman, mise en scène Jean Le Poulain, Théâtre de la Michodière
- 1978 : Miam-miam ou le Dîner d'affaires de Jacques Deval, mise en scène Jean Le Poulain, Théâtre Marigny
- 1978 : La Culotte de Jean Anouilh, mise en scène Jean Anouilh & Roland Piétri, Théâtre de l'Atelier
- 1980 : Knock de Jules Romains, mise en scène Jean Meyer, Théâtre des Célestins
- 1980 : L'Arlésienne de Alphonse Daudet, mise en scène Jean Meyer, Théâtre des Célestins
- 1980 : Maison de poupée de Henrik Ibsen, mise en scène Jean Meyer, Théâtre des Célestins
- 1981 : Mademoiselle de Jacques Deval, mise en scène Jean Meyer, Théâtre des Célestins, Théâtre de la Michodière
- 1985 : Chacun sa vérité de Luigi Pirandello, mise en scène Jean Meyer, Théâtre des Célestins
- 1986 : Brummell à Caen de Bernard Da Costa, mise en scène Paul-Émile Deiber, Théâtre de Boulogne-Billancourt
- 1988 : À ta santé, Dorothée de Remo Forlani, mise en scène Jacques Seiler, Théâtre de la Renaissance
- 1992 : La Jalousie de Sacha Guitry, mise en scène Jean-Claude Brialy,   Théâtre des Bouffes-Parisiens